# Program pro střih videa

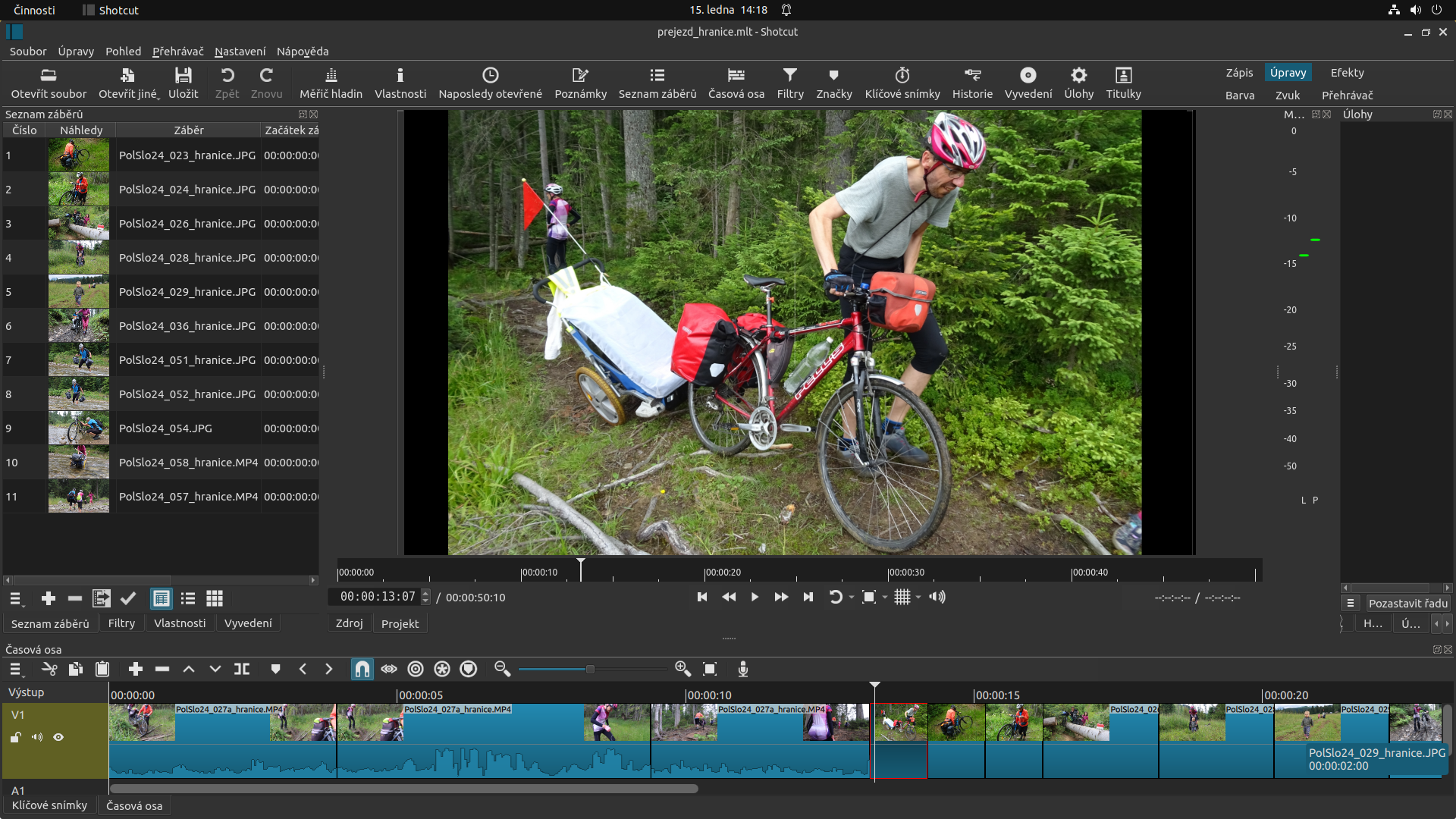
Práce s videoeditorem Shotcut

Program pro střih videa, či videoeditor nebo video editor je software používaný k provádění postprodukční úpravy videa digitálních videosekvencí v nelineárním střihovém systému (NSS). Nahradil tradiční nástroje pro střih filmů, které byly na bázi celuloidového filmu, stejně jako zařízení na úpravu analogového videa z pásky na pásku.
Nelineární úpravy jsou formou úprav pro úpravy videa, ale i zvuku, či obrázků; při těchto úpravách se původní obsah během úprav nemění. Videoeditory jsou obvykle založeny na rozhraní s časovou osou, kde jsou sekvence jednotlivých videosekvencí, známé jako klipy, umístěny ve zvoleném pořadí a následně přehrávány. Editory nabízí řadu nástrojů pro ořezávání, spojování, stříhání a aranžování klipů na časové osou. Jakmile je projekt dokončen, lze program použít k exportu filmu do různých formátů, od komprimovaných formáty souborů vhodných pro internet, DVD až po mobilní zařízení. Vzhledem k tomu, že videoeditory mají velmi pokročilé sady nástrojů, jejich role se rozšířila a většina spotřebitelských i profesionálních programů zahrnuje řadu funkcí pro manipulaci s barvami, titulkování a vizuální efekty, stejně jako nástroje pro úpravy a míchání zvuku synchronizovaného s video sekvencemi.
Příkladem otevřeného a svobodného videoeditoru, který je k dispozici pro hlavní operační systémy (Linux, FreeBSD, macOS, Windows), je Blender, OpenShot, Shotcut či Kdenlive.